# Jardena Flückiger
Jardena Flückiger (geboren in Basel) ist eine Schweizer Opernsängerin. Sie singt in der Stimmlage Sopran.

## Leben
Jardena Flückiger studierte Gesang an der Basler Hochschule für Musik bei Verena Schweizer und schloss mit «Auszeichnung» ab. Anschliessend studierte sie an der Universität der Künste Berlin in der Klasse von Julie Kaufmann und schloss dieses Studium 2011 mit einem Master in Operngesang ab. Sie besuchte Meisterkurse bei Hans Peter Blochwitz, Malin Hartelius und Margreet Honig.
In der Spielzeit 2012/2013 debütierte sie als Norina in Don Pasquale und am Theater Freiburg als Blumenmädchen in Parsifal.
Zu ihrem Repertoire gehören Amor in Orfeo ed Euridice (am Schlosstheater Rheinsberg), Pamina in Die Zauberflöte, Berenice in L’occasione fa il ladro, Sophie in Der Rosenkavalier, Princesse in L’enfant et les sortilèges sowie Blanche in Dialogues des Carmélites.
Jardena Flückiger singt zudem Konzerte. Sie war Gast am Forum Neuer Musik beim Deutschlandradio in Köln sowie am Konzerthaus Berlin. 2013 war sie Mitglied der Internationalen Opernwerkstatt mit Peter Konwitschny und zusammen mit Julius Drake Gast beim Festival CullyClassique. Im Sommer 2014 debütierte sie in der Rolle der Lisetta bei der Schweizer Erstaufführung von La gazzetta beim Festival Opera St. Moritz.
Seit der Spielzeit 2015/16 ist Jardena Flückiger festes Ensemblemitglied am Theater Vorpommern. Sie wirkt in den dortigen Inszenierungen mit als Frasquita in Carmen, Norina in Don Pasquale, Julia de Weert in Der Vetter aus Dingsda , Oscar in Ein Maskenball, Margarethe in Faust, ein Hirte in Tannhäuser und der Sängerkrieg auf Wartburg, Lisa in Jekyll & Hyde.